# St. Leonhard (Baumgarten)

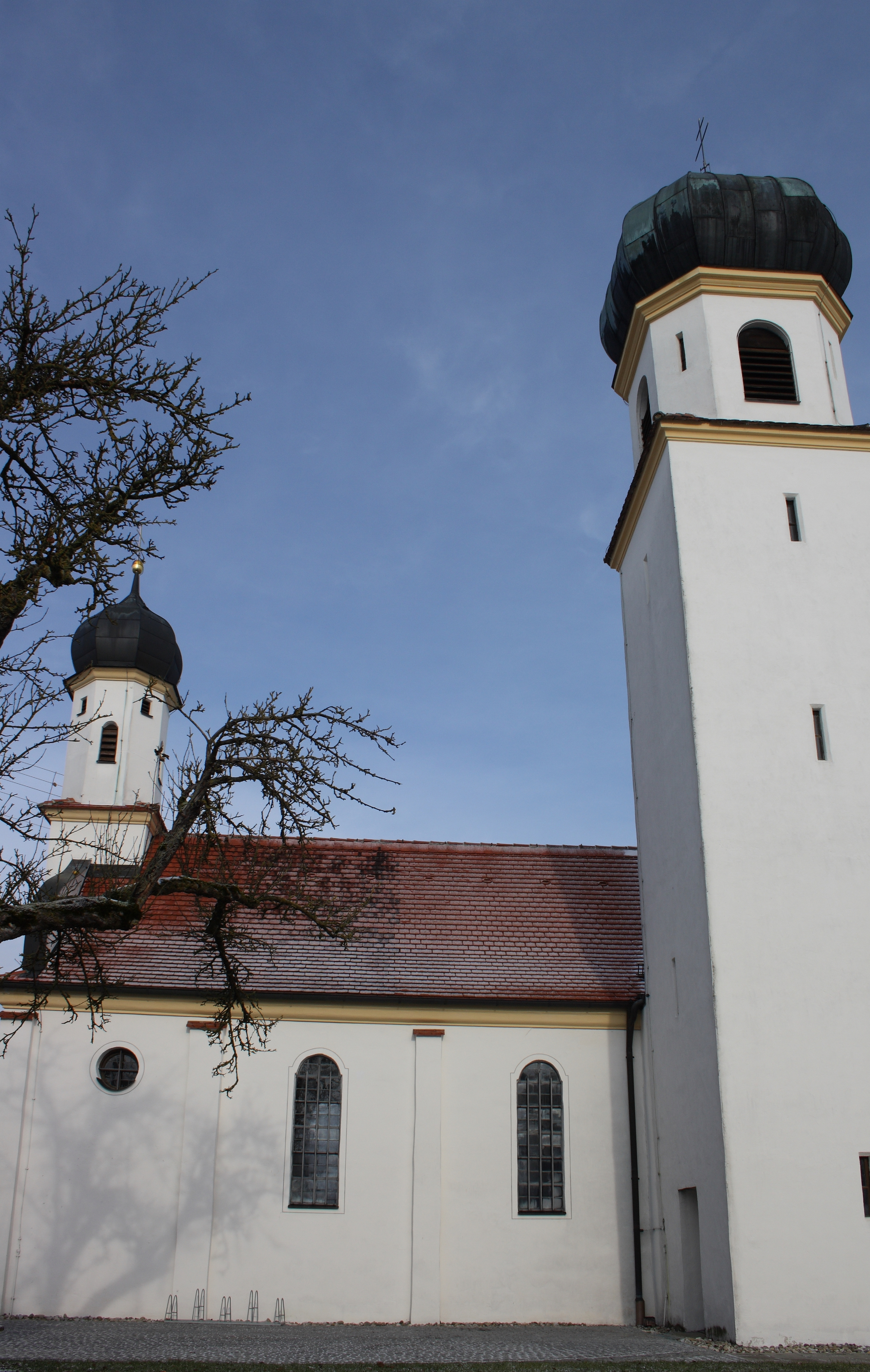
Kirche St. Leonhard von Süden

St. Leonhard ist eine katholische Filialkirche in Baumgarten, einem Gemeindeteil von Aislingen im schwäbischen Landkreis Dillingen an der Donau, die im 18. Jahrhundert errichtet wurde. Die Kirche am Südrand des Dorfes ist ein geschütztes Baudenkmal. Sie gehört zur Pfarrei St. Georg in Aislingen.

## Geschichte
Die dem heiligen Leonhard geweihte Kirche entstand aus einer bestehenden Kapelle, die 1764 zu dem heutigen Kirchenbau erweitert wurde.

## Architektur
Die Kirche besitzt einen Chor mit einem dreiseitigen Schluss und flacher Decke. Die Wand wird von Pilastern gegliedert. Das gleich breite Langhaus ist ebenfalls flach gedeckt und besitzt wie der Chor Rundbogenfenster. Im Westen befindet sich eine Empore. Vor dem Chor öffnen sich auf beiden Seiten segmentbogige Halbkreisnischen. Das Westportal zwischen querrechteckigen Fenstern besitzt einen eingezogenen Halbkreisschluss. Auf dem Westgiebel sitzt ein achteckiger Dachreiter auf quadratischem Unterbau. Der Dachreiter wird wie der Turm an der Südseite von einem Zwiebelhelm bekrönt. Die Außenwände der Kirche werden von schmucklosen Lisenen gegliedert. Der Turm mit vier quadratischen Untergeschossen und einem Obergeschoss mit angeschrägten Kanten hat profilierte Traufgesimse. Östlich des Turms schließt sich eine zweigeschossige Sakristei an.